# Abdol Hossein Sardari
Abdol Hossein Sardari (Teheran, 1914 – Nottingham, 1981) è stato un diplomatico iraniano. È accreditato per aver salvato migliaia di ebrei in Europa, da allora è conosciuto come Lo Schindler iraniano o Lo Schindler dell'Iran.

## Biografia

### Primi anni e famiglia
Apparteneva alla famiglia reale Qajar. Anche se ha avuto un'infanzia privilegiata, nel 1925 la sua famiglia ha dovuto affrontare diverse complicazioni nel controllo del paese, è dovuto fuggire per guadagnarsi da vivere. Sardari ha studiato legge all'Università di Ginevra in Svizzera, laureandosi in giurisprudenza nel 1936. Era lo zio di Amir Abbas e Fereydoun Hoveyda.

### Carriera
Sardari divenne un diplomatico iraniano a Parigi nel 1937. Lo scoppiò dell'Olocausto portò alla paralisi dell'ambasciata: mentre molti dei colleghi di Sardari nell'ambasciata fuggirono a Vichy, all'epoca considerata sicura, decise di rimanere a Parigi. L'invasione della Francia da parte della Germania nazista portò anche alla partenza dell'ambasciatore iraniano a Parigi, che era il cognato di Sardari, ed è esattamente il motivo per cui gli furono affidati gli affari dell'ambasciata. Sardari era responsabile dell'ufficio consolare iraniano a Parigi nel 1942. C'era una considerevole comunità di ebrei iraniani a Parigi quando Adolf Hitler invase e occupò la città.
Appoggiandosi alla percezione nazionalsocialista che gli iraniani fossero ariani, la Germania nazista aveva anche dichiarato che gli iraniani erano immuni a tutte le leggi di Norimberga dal 1936, poiché erano "ariani purosangue" secondo la loro teoria razziale. Il governo iraniano dell'epoca durante Reza Shah fu in grado di proteggere gli ebrei iraniani, le cui famiglie erano presenti in Iran sin dai tempi dell'impero persiano. (Ciro il Grande ordinò personalmente agli ebrei di Babilonia di essere liberati dalla schiavitù babilonese.) 
Sostenne molto fortemente questo punto con i tedeschi e accertò specificamente che gli ebrei iraniani erano protetti da questi statuti. I nazisti acconsentirono a malincuore e, di conseguenza, molti ebrei persiani furono salvati dalle molestie e dalla deportazione da parte del regime nazista.
Sardari è andato oltre: non appena si rese conto della piena natura delle ambizioni naziste, iniziò a rilasciare centinaia di passaporti iraniani per ebrei non iraniani con l'obiettivo di salvarli dalla persecuzione. Per salvaguardare il suo piano, non ha chiesto il permesso e ha ritenuto che fosse implicito il sostegno della leadership iraniana. Le sue azioni sono state successivamente confermate e applaudite dal governo iraniano.

## Gli anni della guerra

### Ebrei iraniani a Parigi
Dopo essere fuggiti dalla rivoluzione bolscevica del 1917, molti ebrei iraniani si stabilirono a Parigi negli anni '20 e '30. Molti di loro vivevano in case lussuose, possedevano negozi e studiavano nelle università. Nel maggio 1940, la Germania nazista invase la Francia e occupò l'intera parte settentrionale del paese. Queste vicissitudini hanno causato molta paura, infatti proprio come fecero in altri paesi, i nazisti si prepararono a identificare, imprigionare e uccidere gli ebrei. Gli ebrei di Parigi temevano per la propria vita e molti fuggirono già prima dell'invasione, coloro che rimasero furono ovviamente identificati dai nazisti ed obbligati a portare il distintivo giallo della Stella di David cucito sui loro vestiti. 
Quando gli ebrei in Francia iniziarono ad essere rastrellati, le crescenti paure erano inimmaginabili; non è stato affatto facile per questi ebrei lasciare la Francia, perché avevano bisogno di un passaporto valido. Tuttavia, Sardari ha aiutato circa 1.000 famiglie ebree iraniane a fuggire dal paese occupato dai nazisti, per non parlare dei molti ebrei non iraniani che ha liberato. Lo ha fatto rilasciando sia passaporti iraniani che altre forme di documentazione necessarie.

### Operazione per salvare gli ebrei
Il suo primo passo per aiutare gli ebrei iraniani in Francia è stato quello di rilasciare loro nuovi passaporti che non indicassero la loro religione. Ha aiutato circa 2.000 ebrei a ottenere i passaporti. Ibrahim Morady, un mercante ebreo iraniano che è stato salvato da Sardari, ha ricordato e affermato che Sardari è stato invitato dal ministero degli Esteri iraniano a tornare in Iran. Secondo Morady, "è stato chiamato dal governo per tornare in Persia". Sardari si rifiutò di lasciare indietro gli ebrei e temeva che sarebbero stati deportati come gli altri. Sardari aveva una buona visione di cosa fossero capaci i nazisti. Ancora una volta, si rifiutò di lasciare Parigi e continuò ad aiutare migliaia di ebrei. Ha iniziato a rilasciare centinaia di passaporti iraniani anche per ebrei non iraniani, per proteggerli dalle mani dei nazisti. Gli iraniani che hanno ottenuto i loro passaporti avrebbero pregato Sardari di rilasciare i passaporti per i loro amici, coniugi e colleghi non iraniani. Nella speranza di proteggerli dalla persecuzione, Sardari ha rilasciato i passaporti e firmato gli affidavit per quanti più ebrei iraniani e non iraniani fosse possibile.
Sardari era determinato a liberare gli ebrei iraniani ed a farli uscire immediatamente dalla Francia. Lo ha fatto sfruttando la sua posizione politica. Ha sostenuto che gli ebrei iraniani non appartengono alla "razza nemica" di Hitler; testimoniando che non sono ebrei, ma in realtà "Djougoutes". Ha sostenuto che non erano di discendenza ebraica e che in Iran hanno gli stessi diritti e responsabilità civili, legali e militari dei musulmani. Come si è scoperto, molti nazisti anziani a Berlino, vedevano le cose a modo loro. Sebbene abbia formulato questo argomento nella speranza di risparmiare gli ebrei iraniani, ha fatto altrettanto per aiutare gli ebrei non iraniani a sfuggire agli orrori della guerra.
I suoi sforzi per aiutare gli ebrei di Francia arrivarono fino a nascondere i loro averi. Quando i tedeschi attaccarono la Francia, Sardari disse a un uomo che si chiamava Haim Sassoon, che avrebbe nascosto le antichità dell'uomo ebreo nell'ambasciata o nel seminterrato della sua stessa casa durante la guerra. Quando i tedeschi abbandonarono la Francia, Sardari richiamò il signor Sassoon e gli disse: “adesso puoi venire a riprendere le tue cose”.
Abdol Hossein Sardari ha esitato a parlare pubblicamente delle sue azioni eroiche durante la seconda guerra mondiale e non ha mai chiesto nulla in cambio.

## Dopo la seconda guerra mondiale
Alla fine della seconda guerra mondiale, Sardari lavorò a Bruxelles, in Belgio, per il Corpo diplomatico iraniano. La sua vita fu segnata da molte disgrazie. La sua amante, Tchin Tchin (Chiao-Yen Chow), era un cantante d'opera cinese. Scomparve durante la guerra civile cinese nel 1948, quando si recò in Cina per ricevere la benedizione dei suoi genitori per il matrimonio con Sardari.
Nel 1952 dovette tornare a Teheran, in Iran, e fu accusato di cattiva condotta per aver rilasciato i passaporti iraniani durante la guerra. Di conseguenza, la sua carriera fu danneggiata finché non riuscì a risolvere la sua reputazione nel 1955. Poco dopo, si ritirò dal Corpo diplomatico iraniano e si trasferì a Londra. La rivoluzione iraniana del 1979 ha portato a Sardari una grande disperazione quando ha appreso la notizia che suo nipote era stato assassinato e che tutti i suoi averi in Iran erano stati distrutti.
È vissuto a Nottingham, è morto a Londra nel 1981.

## Riconoscimenti
Sardari è stato premiato dalle organizzazioni ebraiche come la convention di Beverly Hills e il Simon Wiesenthal Center in più occasioni. Nell'aprile 1978, tre anni prima della sua morte, Abdol Hossein Sardari ha risposto alle domande di Yad Vashem, il Memoriale dell'Olocausto nazionale israeliano, in questo modo: "Come forse saprai, io avuto il piacere di essere il console iraniano a Parigi durante l'occupazione tedesca della Francia, e come tale era mio dovere salvare tutti gli iraniani, compresi gli ebrei iraniani".

## Nella cultura popolare
La serie televisiva iraniana del 2007 Zero Degree Turn era vagamente basata sulle azioni di Sardari a Parigi. Il fulcro della serie è un musulmano iraniano che si innamora di una donna ebrea mentre studia in Francia durante la seconda guerra mondiale e in seguito cerca disperatamente modi per salvare lei ed altri ebrei dall'imminente minaccia di deportazione.